# Lisa
Lisa – komputer osobisty zaprojektowany przez Apple Computer we wczesnych latach 80. XX wieku. Projekt komputera Lisa został zapoczątkowany w 1978 roku i powoli przeobraził się w komputer osobisty z graficznym interfejsem użytkownika (GUI). Około roku 1982, Steve Jobs został wyrzucony z projektu Lisa i przyłączył się do Macintosha. Wbrew powszechnej opinii, Macintosh nie wywodzi się bezpośrednio od Lisy, choć istnieje wiele oczywistych podobieństw pomiędzy tymi systemami. Premiera Lisy miała miejsce 19 stycznia 1983 roku.

## Etymologia
Choć w dokumentacji dołączonej do oryginalnej Lisy występuje tylko nazwa „The Lisa”, Apple oficjalnie utrzymywał, że nazwa ta, to akronim od Local Integrated Software Architecture. Jednak mając na uwadze, że urodzona w 1978 roku pierwsza córka Steve'a Jobsa otrzymała imię Lisa, nazwa systemu miała wymiar osobisty, a akronim wymyślony został jako rozwinięcie imienia, co przyznał sam Jobs.

## Sprzęt
Lisa, kosztująca w dniu premiery 9 995 USD, była jednym z pierwszych dostępnych na rynku komputerów osobistych z GUI i myszą. Oparta na procesorze Motorola 68000 o częstotliwości pracy 5 MHz, miała 1 MB RAM-u. Pierwsza Lisa miała także dwie stacje dyskietek 5¼ cala, z których każda posiadała dwie głowice, po jednej na każdą stronę. Napędy te wymagały specjalnych nośników z dwoma otworami przezywanymi Twiggy. Opcjonalnie można było dostać zewnętrzny dysk twardy Apple ProFile o pojemności 5 MB, oryginalnie zaprojektowany dla Apple III. Późniejsze modele Lisa 2 używały pojedynczej stacji dyskietek 3½ cala i opcjonalnie wewnętrznego dysku twardego o pojemności 5 lub 10 MB. W 1984 roku, gdy zaprezentowano komputer Macintosh, firma ogłosiła, że dostarczy darmowe dyski twarde o pojemności 5 MB wszystkim posiadaczom Lisy 1.

## Oprogramowanie

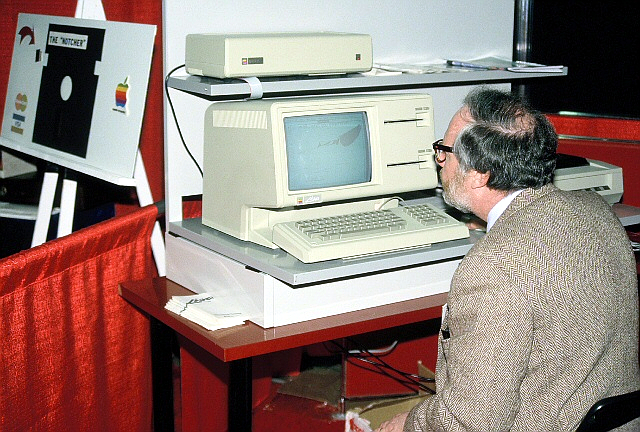
Komputer Lisa podczas pracy

Lisa OS to wielozadaniowy, niewywłaszczający system operacyjny z pamięcią wirtualną. Na tamte czasy były to rozwiązania wysoce zaawansowane, jednak pamięć wirtualna w połączeniu z bardzo wolnymi dyskami znacznie spowalniała pracę systemu. Lisa inspirowana była komputerami Xerox Star, które także były pomyślane jako system biurowy, dlatego miała dwa główne tryby pracy: pakiet biurowy (The Lisa Office System) i warsztat (The Workshop). Tryb biurowy to środowisko z graficznym interfejsem użytkownika, przeznaczone dla odbiorców końcowych. Warsztat to środowisko programistyczne, niemal w całości tekstowe, choć używało okienkowego edytora tekstu. Pakiet biurowy nazwany został później „7/7”, nawiązując do siedmiu składających się na niego aplikacji.

## Lisa na rynku
Lisa okazała się największą porażką finansową firmy Apple od czasu niepowodzeń Apple III z roku 1980. Za sprawą wysokiej ceny przegrywała konkurencję z tańszymi komputerami IBM PC, które wtedy zaczynały dominować na rynku komputerów biurowych. Lisa postrzegana była jako komputer powolny, co było związane z interfejsem użytkownika. Apple Lisa z racji tego interfejsu wymagała układu generującego grafikę kolorową w stosunkowo wysokiej (jak na owe czasy) rozdzielczości. Okazało się jednak, że nie udało się opracować układu wystarczająco szybkiego i jego współdziałanie z procesorem powodowało częste konflikty o pamięć obrazu (procesor próbował zapisywać do niej nowe dane, zanim układ graficzny zdążył pobrać dane zapisane wcześniej) – aby to rozwiązać, konstruktorzy Lisy byli zmuszeni po pierwsze użyć procesora o niskiej częstotliwości zegara (5 MHz, a w 1982 roku były już dostępne procesory o częstotliwości 12,5 MHz), a po drugie wprowadzić do kodu systemu programowe pętle opóźniające, aby procesor za często nie próbował odwoływać się do pamięci obrazu. Ostatnim gwoździem do trumny Lisy był Apple Macintosh, zaprezentowany w 1984 roku, który także miał graficzny interfejs użytkownika (wybrano tutaj grafikę monochromatyczną, co umożliwiło skonstruowanie układu generującego obraz wystarczająco szybkiego, aby nie spowalniać pracy procesora) i mysz, a który był tańszy. Wyprodukowano jeszcze dwa modele Lisy (Lisa 2 i Macintosh XL), po czym w roku 1986 zaprzestano produkcji tej linii komputerów.
W czasie kiedy 96 kB RAM-u uważane było za ekstrawagancję, wysoka cena Lisy – źródło jej komercyjnego niepowodzenia – wynikała również z dużej ilości RAM-u, w jaki komputer został wyposażony. 1 MB RAM-u stał się standardem w komputerach osobistych dopiero pod koniec lat 80.

## Znaczenie historyczne
Choć projekt Lisa zakończył się finansowym niepowodzeniem, to jednak w pewnym aspekcie odniesiony został sukces. Mimo że Lisa była zbyt droga dla osób prywatnych, przez pewien czas była bardzo popularna w średnich firmach i organizacjach, które miały jedną lub dwie Lisy w każdym biurze. Chociaż Lisa działała wolno i oprogramowanie było raczej skromne, to jednak zadania w swoim zakresie wykonywała dostatecznie dobrze. Używając oprogramowania Lisa i drukarki igłowej Apple można było uzyskać bardzo dobrze wyglądające dokumenty (w porównaniu z innymi dostępnymi opcjami). W wyniku tego Lisa trafiła do dużych biur, gdzie każdy komputer używany był przez wielu ludzi, a to oznaczało, że gdy tańszy Macintosh pojawił się na rynku, było już dość dużo osób przekonanych do zalet graficznego interfejsu użytkownika w komputerach osobistych.

## Koniec Lisy
W 1987 roku Sun Remarketing kupił około 5 tys. Macintoshy XL i ulepszył je. Niektóre pozostałe Lisy i części do nich są nadal dostępne.
W 1989 roku firma Apple wywiozła około 2 700 szt. niesprzedanych komputerów Lisa na strzeżone wysypisko śmieci w Logan, Utah.
Podobnie jak wszystkie wczesne komputery z graficznym interfejsem użytkownika, działające Lisy są teraz wartościowym przedmiotem kolekcjonerskim. Przykładowo, w 2018 roku sprzedano komputer na eBayu za 56 100$.